# Jean-Jacques Tutot
 (août 2017).
Jean-Jacques Tutot ou Tutôt, né le 22 février 1741 à Liège où il est mort le 20 septembre 1794 , est un journaliste, libraire et imprimeur liégeois.

## Biographie
Tutot a fondé de nombreux périodiques, dont L'Esprit des journaux françois et étrangers (1784-1793).
À sa mort, sa veuve et ses enfants ont tenté de continuer son affaire.